# Ulf Sigurdson
Ulf Sigurdson, född 1946, är en svensk musiker och dirigent.
Ulf Sigurdson är lyrist, fagottist samt pianist, ursprungligen vid Flottans Musikkår i Karlskrona. Sigurdson har varit musikdirektör i Arméns Musikpluton, dirigent för Karlskrona Symfoniorkester och Sandgrenska Manskören. Han dirigerar också Karlshamns Musiksällskap och andra ensembler runt om i Sverige.
Sigurdson har studerat vid Kungl. Musikhögskolan i Stockholm och även på musikkonservatoriet i Köpenhamn. Ulf Sigurdson var också en av initiativtagarna till Marinens Ungdomsmusikkår. 
Sigurdson var anställd vid Marinens Musikkår i Karlskrona som fagottist, pianist, lyrist samt vice dirigent fram till sin pensionering 2013.  